# 范燧
范燧（1519年—1583年），字以木，號罗冈，陝西西安府同州郃陽縣人，軍籍，明朝政治人物。

## 生平
嘉靖三十四年（1555年）乙卯科陝西鄉試第二十五名舉人。嘉靖三十八年（1559年）中式己未科會試第五十六名，二甲第五十二名進士。四十年授户部湖广司主事，四十一年管西新草场，又管太仓，又榷崇文门税。四十二年出督淮仓，四十三年擢升郎中，督饷大同。未任，以父忧归，四十五年起復，除河南司郎中，以督漕粮有功，隆庆五年（1571年）升四川按察司副使，备兵川东。歷四载，连丁祖母屈氏、母韩太宜人忧，万历八年（1580年）复除四川副使，九年四月升河南右参政，分守洛阳。十一年以老病被河南府推官參劾调任，遂解组归，年六十五卒。

## 家族
曾祖范錦；祖父范廷臣；父范棟，母韓氏。